# 夏白眼
夏白眼（?—?），明朝宣德年間核雕藝人。
夏白眼在一顆橄欖核上雕刻16個嬰兒，童身只有半粒米大，“眉目喜怒悉具。或刻子母九螭，荷花九鸶，其蟠屈飞走绰约之态，成于方寸小核”，人稱一時聖手。皇帝朱瞻基酷愛核雕，對他極為賞識。